# Cubiculario (título)
Cubiculario (en latín, cubicularius, helenizado como koubikoularios, κουβικουλάριος), era un título utilizado para designar a los chambelanes eunucos del palacio imperial en el Imperio romano tardío y en el Imperio bizantino. La versión femenina, utilizada para las damas de compañía de las emperatrices, era koubikoularia (κουβικουλαρία).

## Historia
El término deriva de su servicio en el sacrum cubiculum, el 'dormitorio sagrado' del emperador. En el período romano tardío, los cubicularii o koubikoularioi eran numerosos: según Juan Malalas, el séquito de la emperatriz Teodora llegaba hasta 4.000 patrikioi y koubikoularioi. Estaban bajo el mando del praepositus sacri cubiculi y del primicerius sacri cubiculi (primicerio), mientras que los otros sirvientes del palacio quedaban a las órdenes del castrensis sacri palatii o del magister officiorum. También había cubicularii / koubikoularioi especiales para la emperatriz (a veces incluso koubikoulariai femeninas).
En Bizancio, desempeñaron un papel muy importante, ocupando algunos de los cargos superiores de palacio como el de parakoimomenos o el de epi tes trapezes (maestro de mesa), pero también sirvieron en puestos de los departamentos financieros centrales, como administradores provinciales y, a veces, incluso como generales. Gradualmente, en los siglos VII y VIII, los eunucos de la propia cámara imperial (en griego conocido como [βασιλικὸς] κοιτῶν, [basilikós] koitōn) se separaron de otros koubikoularioi y, se distinguieron con la denominación koitōnitai (κοιτωνῖται), bajo la autoridad de los parakoimomenos. Al mismo tiempo, el vestuario imperial (basilikon vestiarion) y sus funcionarios también constituyeron un departamento separado bajo el protovestiarios. El resto se mantuvo como los "koubikoularioi del kouboukleion" (κουβικουλάριοι τοῦ κουβουκλείου), todavía bajo la autoridad del praepositus (griego: πραιπόσιτος τοῦ εὐσεβεστάτου κοιτῶνος, praipositos tou eusebestatou koitōnos), con el primicerius (griego: πριμηκήριος τοῦ κουβουκλείου, primikērios tou kouboukleiou) como su principal ayudante. El cargo fue finalmente abandonado por los bizantinos, aunque no está claro cuándo. Nikolaos Oikonomides sugirió la segunda mitad del siglo XI, pero Rodolphe Guilland apoyó su existencia hasta principios del siglo XIII
En el siglo IX, aparte de su uso general que denotaba a un sirviente eunuco de palacio , koubikoularios también había adquirido un significado más técnico como grado o dignidad en la jerarquía palaciega bizantina. Según el Kletorologion de 899, el rango de koubikoularios era el segundo más bajo entre los reservados a los eunucos, después de los spatharokoubikoularios y antes de los nipsistiarios. Siempre según el Kletorologion, las insignias distintivas del rango eran el kamision (una sobre capa similar a la paenula) bordeada de púrpura y el paragaudion (túnica).

### Iglesia católica
El cargo también se introdujo en la Iglesia católica, probablemente bajo el papa León I. Designaba a un niño pequeño que estaba asignado a la cámara pontifical: "El jefe de los diáconos (...) tenía entre sus atribuciones la supervisión de los cubicularios, niños pequeños adjuntos a la cámara pontifical, entre los cuales se reclutaba a los lectores y a los niños cantores."